# Bill Smitrovich
Bill Smitrovich, geboren als William Stanley Zmitrowicz (Bridgeport (Connecticut), 16 mei 1947), is een Amerikaans acteur.

## Biografie
Smitrovich heeft gestudeerd aan de University of Bridgeport in zijn geboorteplaats Bridgeport (Connecticut), en haalde in 1972 zijn diploma. Hierna haalde hij in 1976 zijn master of fine arts aan Smith College in Northampton (Massachusetts). Vanaf 1985 is hij getrouwd en heeft hieruit een zoon en een dochter.
Smitrovich begon in 1982 met acteren in de film Muggable Mary, Street Cop, waarna hij in nog meer dan 100 films en televisieseries speelde. Hij is vooral bekend van zijn rol als Drew Thatcher in de televisieserie Life Goes On, waar hij in 83 afleveringen speelde (1989-1993).

## Filmografie

### Films
Selectie:
- 2024 Joker: Folie à Deux – als Rechter Herman Rothwax
- 2022 We Are Gathered Here Today – als Jack Weir
- 2017 Valley of Bones – als Bill
- 2017 Bitch – als Papa
- 2015 Ted 2 – als Frank
- 2014 The November Man – als Hanley
- 2012 Ted – als Frank
- 2011 The Rum Diary – als mr. Zimburger
- 2008 Seven Pounds – als George Ristuccia
- 2008 Eagle Eye – als admiraal Thompson
- 2008 Iron Man – als generaal Gabriel
- 2000 Thirteen Days – als generaal Maxwell Taylor
- 1997 Air Force One – als generaal Northwood
- 1996 Independence Day – als luitenant kolonel Watson
- 1996 The Phantom – als oom Dave Palmer
- 1995 Nick of Time – als officier Trust
- 1986 Manhunter – als Lloyd Bowman
- 1985 Silver Bullet – als Andy Fairton
- 1984 Splash – als Ralph Bauer

### Televisieseries
Uitgezonderd eenmalige gastrollen.
- 2024 - 2025 True Noir: The Assassination of Anton Cermak - from the Nathan Heller Casebooks - als oom Louis - 3 afl.
- 2017 - 2018 Dynasty - als Tom Carrington - 3 afl.
- 2014 - 2016 The Last Ship - als Jed Chandler - 7 afl.
- 2014 Rake - als Bernie Michaels - 3 afl.
- 2010 – 2011 The Event – als vice-president Raymond Jarvis – 15 afl.
- 2004 – 2008 Without a Trace – als Alexander Olczyk – 8 afl.
- 2007 Criminal Minds – als rechercheur Farraday – 2 afl.
- 2001 – 2004 The Practice – als Kenneth Walsh – 23 afl.
- 2001 – 2002 A Nero Wolfe Mystery – als inspecteur Cramer – 25 afl.
- 2001 Nash Bridges – als Ray Urbanski – 3 afl.
- 1996 – 1997 Millennium – als luitenant Bob Bletcher – 11 afl.
- 1989 – 1993 Life Goes On – als Andrew Thacher – 83 afl.
- 1986 – 1988 Crime Story – als Danny Krychek – 28 afl.

- Biblioteca Nacional de España: XX1554015
- Bibliothèque nationale de France: cb142284057 (data)
- Gemeinsame Normdatei: 143221426
- International Standard Name Identifier: 0000 0000 6473 4979
- Library of Congress Control Number: no97047396
- MusicBrainz: 3ed00ee7-88fa-47cf-8f1e-952d4261f19d
- Virtual International Authority File: 95120094
- WorldCat: E39PBJycKrhh9cHJPg3QG3GT73